# به همین سادگی (کتاب)
به همین سادگی نام مجموعه شعری است به زبان فارسی اثر حسین منزوی، از شاعران معاصر ایران. منزوی در این آثار، که زمان سراییدن‌شان از ۱۳۴۸ تا ۱۳۷۸ را دربر می‌گیرد، سبک متداول خود، یعنی غزل‌سرایی، را کنار گذاشته و مجموعه‌ای از اشعار سپید سروده است.